# Miltonioda
× Miltonioda (abreviado Mtda) es un híbrido intergenérico entre los géneros de orquídeas Cochlioda × Miltonia. Fue publicado en Orchid Rev. 17: 57 (1909).